# Rudolf Zender

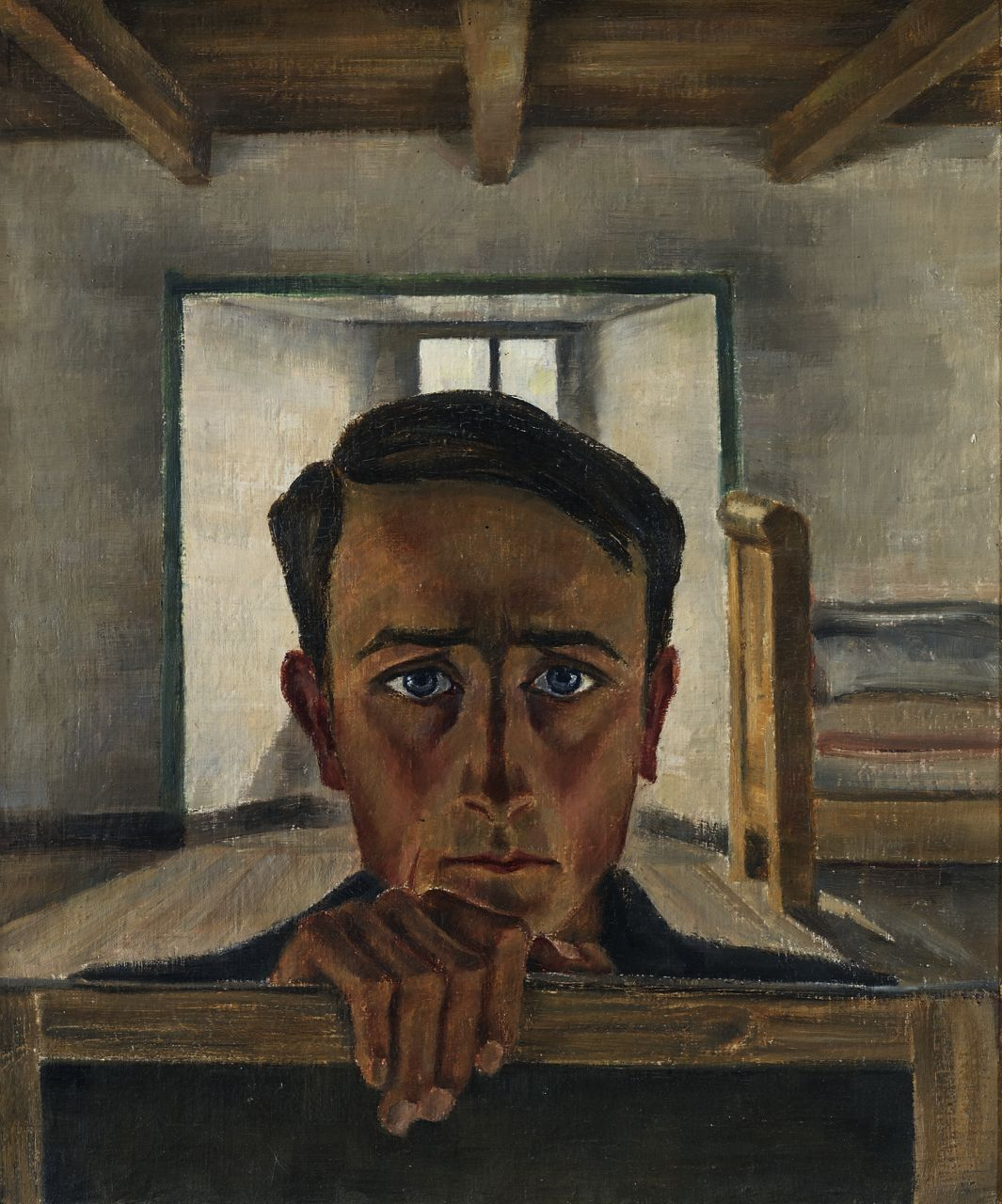
Rudolf Zender: Selbstporträt, um 1925. Öl auf Leinwand. 45 × 37,5 cm

Rudolf Zender (* 27. Juni 1901 in Rüti ZH; † 24. November 1988 in Winterthur; bürgerlicher Name: Rudolf Zehnder) war ein Schweizer Maler, Grafiker und Zeichner. Er gilt als wichtiger Winterthurer Vertreter der Schweizer Malerei des 20. Jahrhunderts.

## Leben

### Herkunft und Ausbildung

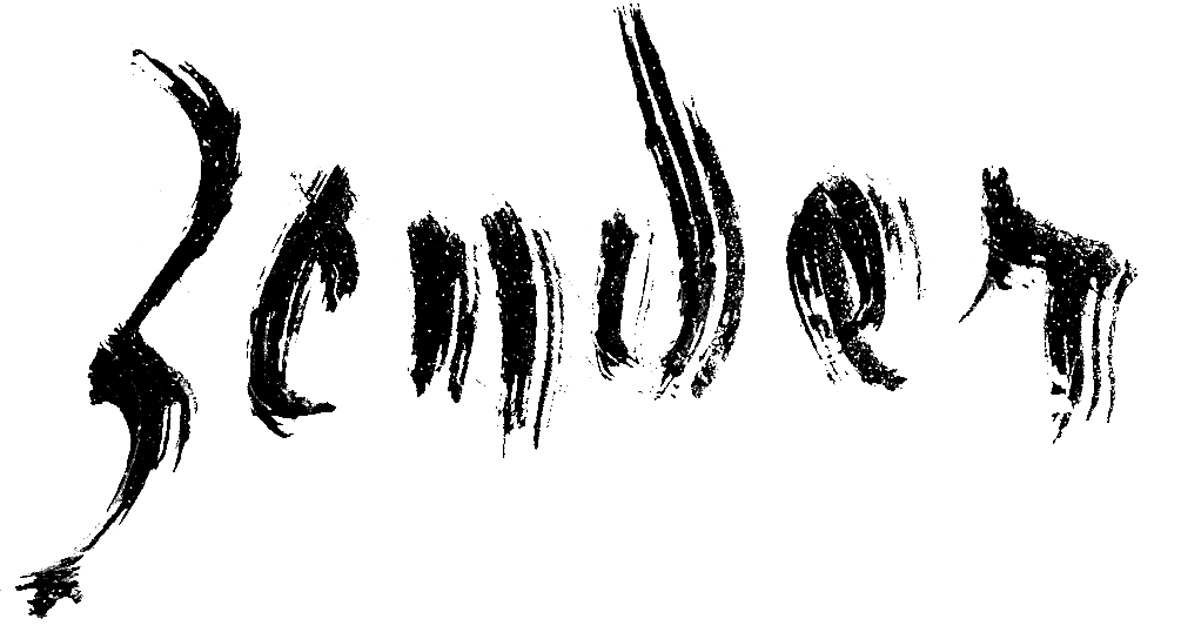
Zenders Signatur

Rudolf Zenders Vorfahren waren Landwirte, sein Vater verliess die bäuerliche Welt und wurde Oberstufenlehrer. Der Familienname Zehnder hängt mit dem mittelalterlichen „Zehnten“ (dem damaligen Steuersystem) zusammen. Die Vorfahren mütterlicherseits betrieben eine Stickereimanufaktur im appenzellischen Teufen, seine Mutter war Handarbeitslehrerin.
Zender wurde am 27. Juni 1901 im Zürcher Oberland geboren. Er verbrachte seine Kindheit, zusammen mit seinen drei Schwestern, in Fägswil-Rüti. Dort war sein Vater als Lehrer tätig. 1908 übersiedelte die Familie nach Winterthur, wo Rudolf zur Schule ging. Während der Gymnasialzeit war er Mitglied der Studentenverbindung Vitodurania, der er zeitlebens verbunden blieb. Er erhielt den Namen „Cato“. Durch die Klassenkameradin Lisa Hahnloser und die Gemäldesammlung ihrer Eltern erlebte er erste Kontakte mit der Kunst. Die Kunstsammler Arthur und Hedy Hahnloser-Bühler waren seine späteren Förderer.
Nach der Matura 1920 begann er seinen Eltern zuliebe ein Geschichtsstudium in Zürich und Heidelberg. In Zürich zeichnete er unerlaubterweise im Seziersaal. In Heidelberg fühlte er sich freier, besuchte Malkurse und erschien immer seltener in den Vorlesungen. Er nahm Studien im Zeichnen auf, um seine Fertigkeit zu verfeinern. Er versuchte, alles genau der Natur abzuschauen und nach ihr darzustellen, oder wie er selber sagte: „….mit Ehrlichkeit vor der Natur“.
Nach dem frühen Tod der Mutter liess er sich 1922 zum Primarlehrer ausbilden, anschliessend erhielt er Dank seiner guten Noten eine Vikariatsstelle als Sekundarlehrer. Mit dem ersparten Geld reiste er nach Frankfurt am Main, um sich im Akt- und Landschaftszeichnen im Städel’schen Museum zu üben. Es folgte eine erste Reise nach Paris. Das Licht, die Atmosphäre dieser Stadt zogen ihn in ihren Bann. Sein Entschluss zur Malerlaufbahn stand nun fest.

### Paris

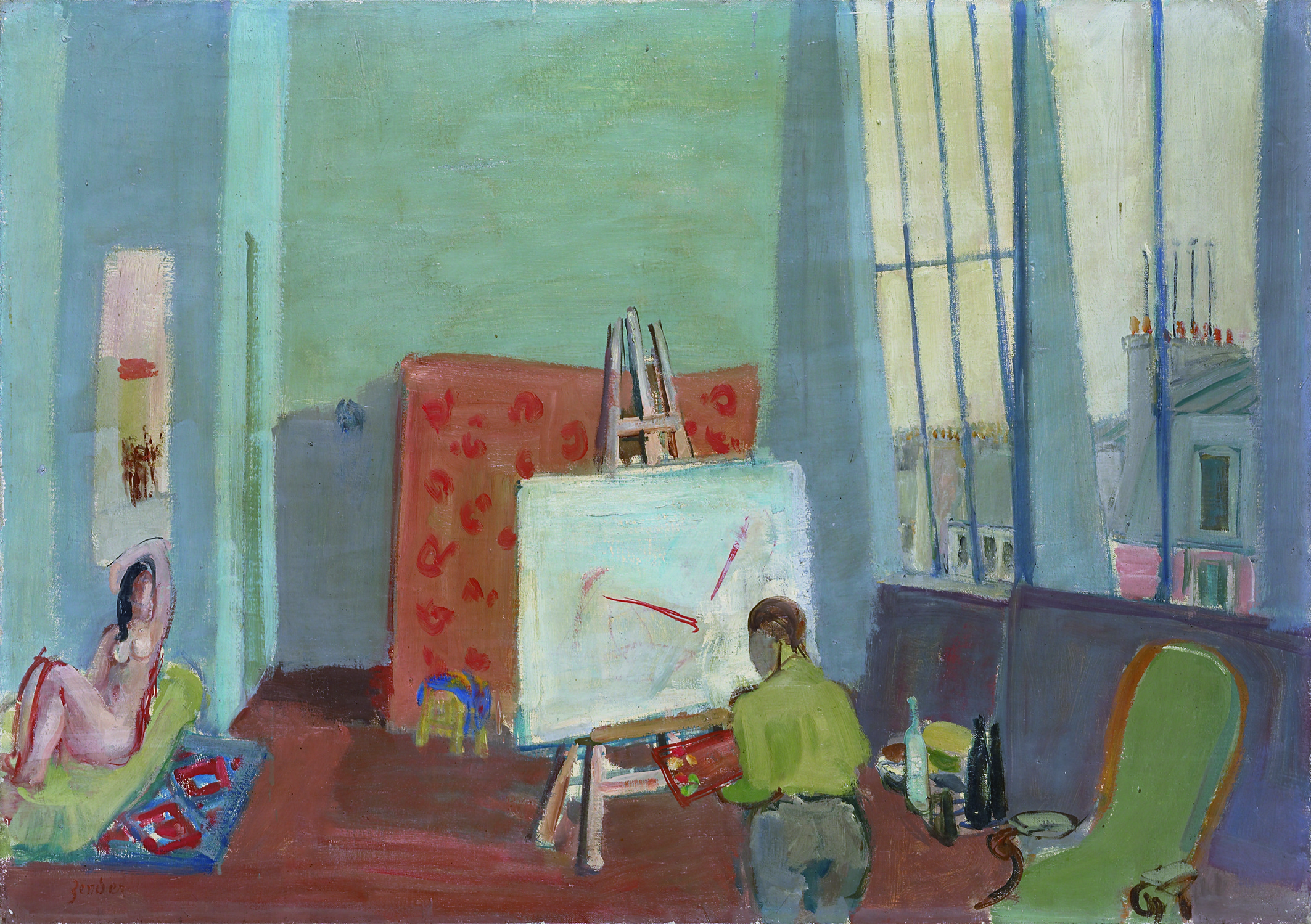
Rudolf Zenders Atelier in Paris

Mit einem Ausbildungsstipendium der Stadt Winterthur reiste Zender abermals nach Paris und erhielt, zusammen mit Wilhelm Gimmi, eine Ausbildung bei Roger Bissière, einem Schüler von Georges Braque, an der Académie Ranson. Bereits nach einem halben Jahr entliess ihn Bissière mit den Worten, er könne ihm nichts mehr beibringen.
In Paris lernte er auch den Maler Carl (Charles) Montag kennen, den Freund und Mallehrer von Winston Churchill. Montag nahm Zender mit in sein Haus, das inmitten eines grossen Parks in Meudon stand. Er vermittelte ihm in der Nähe ein Atelier, wo viele Bilder entstanden. Da das Häuschen nicht beheizbar war, erlitt Rudolf Zender eine schwere Lungenkrankheit. Dies erforderte 1925 einen Kuraufenthalt in Davos-Clavadel. In der Nähe des Sanatoriums arbeitete damals Ernst Ludwig Kirchner. Dieser nahm Zender freundschaftlich auf und führte ihn in die Druckgrafik ein. Diese künstlerische Begegnung war nach jener mit Bissière die zweite wichtige in Zenders Leben. Doch die laut Zender „gewaltsame Palette“ von Kirchner war mit seinem Erlebnis von Licht und Farbe nicht vereinbar. Ab 1927 arbeitete er wieder in Paris. Ein Stipendium des Winterthurer Kunstvereins ermöglichte ihm eine Reise in die Auvergne und in die Provence. 1929 stellte Zender erstmals im Salon d’Automne aus. Seine Notizen zeugen auch von Begegnungen mit dem Schriftsteller Blaise Cendrars.
1931 erfolgte die Heirat mit Gertrud Kyburz aus Winterthur. Das junge Paar kaufte ein bescheidenes Häuschen in Mitheuil (bei Coulommiers), wo es jeweils die Sommermonate verbrachte. Das „h“ aus dem Namen Ze(h)nder liess er nun endgültig verschwinden, da die französische Sprache dafür keine Verwendung hat.

### Winterthur
1932 wurde Zender Mitglied der Künstlergruppe Winterthur. Seine erste Ausstellung in der Schweiz, 1934 im Kunstmuseum Winterthur, brachte ihm Anerkennung. Die Kriegsjahre verbrachte Rudolf Zender in Winterthur. Die Verleihung des E.G. Bührle-Preises bedeutete den Durchbruch als Maler. 1941 kam sein Sohn Jean-Claude Zehnder zur Welt, der später Organist wurde und heute als anerkannter Bachspezialist gilt. 1943 malte Zender gemeinsam mit René Victor Auberjonois während einiger Wochen in Sion. Dieser künstlerische Austausch bedeutete für Zender die dritte prägende Künstlerbekanntschaft.
Nach dem Zweiten Weltkrieg pendelte Rudolf Zender zwischen Paris und Winterthur. Zu seinen Künstlerfreundschaften gehörten Ernst Leu, Heinz Keller, Walter Sautter, Bruno Bischofberger, Hugo Imfeld, und besonders das Bilderhauer-Ehepaar Otto Charles Bänninger und Germaine Richier, das während des Krieges in Zürich lebte. Germaine Richier kehrte später nach Paris zurück; in ihrem Atelier entstanden wichtige Bilder Zenders. 1957 veranstaltete die Stadt Winterthur eine grosse Ausstellungs-Hommage an Rudolf Zender, zusammen mit Werken von Otto Charles Bänninger. Ab etwa 1950 malte und aquarellierte Zender auch in der Toskana und in Rom, wo beispielsweise eine eindrückliche Reihe von grossformatigen Aquarellen des Forum Romanum entstand.
1982 musste das Pariser Atelier an der Rue Beaunier 49 aufgegeben werden. Zender wohnte fortan in Richterswil, später in Oberwil bei Nürensdorf und in Winterthur. In seinen letzten Lebensjahren verbrachte er die Wintermonate in Ascona. Hier malte er seine letzten Aquarelle. In Winterthur ordnete Zender mit letzter Kraft seine Ölbilder, versah sie mit Titel, Datum und gelegentlich mit einem Kommentar. Am 24. November 1988 starb Rudolf Zender in Winterthur.

## Werk
Rudolf Zender beherrschte verschiedene Techniken, er arbeitete in Öl, Aquarell, Bleistift sowie mit Holzschnitt und Lithographie. Zeitlebens hielt er an der gegenständlichen Darstellung fest (trotz der damals wachsenden Dominanz der abstrakten Malerei). Er wird angesehen als Meister der „valeurs“, der Fähigkeit, Helligkeitswerte, Licht und Intensität des Lichts durch Farbe und Farbauftrag zu erreichen. Eines seiner Prinzipien war es, die Komposition aus der Farbe heraus zu gestalten: „Une valeur est l’intensité de la lumière exprimée par la couleur“. Diesem Lehrsatz von Bissière blieb er sein Leben lang treu.
Zender hat zusammen mit seinen Zeitgenossen Max Gubler und Varlin, durch seine Auseinandersetzung mit der französischen Malerei und dem deutschen Expressionismus, das Gesicht der Schweizer Malerei stark geprägt. Er hat sich, nach eigener Aussage, nie einer bestimmten Schule zugerechnet. Nach eigenem Zeugnis waren die Künstlerbekanntschaften mit Bissière, Kirchner und Auberjonois jene, die ihn am stärksten prägten. Zenders Bilder stellen das Einfache, Selbstverständliche, das Unspektakuläre, die Umgebung und das alltägliche Leben dar, immer gegenständlich und gut verständlich. Sie wollen den Betrachter nicht mit Problemen, hässlichen Szenen, öden Landschaften oder Krieg konfrontieren. Seine Sujets sind voller Sensibilität für Atmosphärisches, für die feinen Schattierungen des Lichts. Bei aller Frische und Spontaneität ist in seiner Malerei immer das gliedernde, kompositorische Element spürbar. Jede Fläche, jeder Strich ist überlegt gesetzt. Die Wahl des Bildausschnittes ist ein Teil der Komposition. Obwohl Zender seine Bilder meist vor der Natur malte, sind die Motive auf das Wesentliche reduziert. Seine Bilder aus der Zeit vor dem Zweiten Weltkrieg sind charakterisiert durch gebrochene Farben, typisch besonders das Grün, das durch die Beigabe von Gelb oder Braun getönt wurde. In den 1950er Jahren wird der Farbauftrag direkter, die Kontraste werden stärker. Immer aber bleibt die Skala der Tonwerte ausgewogen, sei es in den silbern und samten wirkenden Grautönen, in den Erdtönen oder in der hellen Farbigkeit eines sonnigen Frühlingstages.
In Zenders Porträts war der Einfluss Ernst Ludwig Kirchners am stärksten zu spüren: Die Charakterzüge seiner Modelle interessierten ihn in erster Linie, die Farbe füllte die Formen nur. Das Expressive, Psychologische und Formale gewann für kurze Zeit die Oberhand über das Malerische. In den 1930er Jahren wurden die Bildnisse seltener und die Wirkung Kirchners verblasste allmählich. Im Übrigen waren seine Themen die alltäglichen Dinge seiner Umgebung: Die Strassenzüge von Paris, die Kähne auf dem bewegten Wasser der Seine, die Metro-Station mit den vorbei eilenden Menschen. Wenn es regnete, besorgte er sich einen Blumenstrauss und so entstanden die Stillleben.

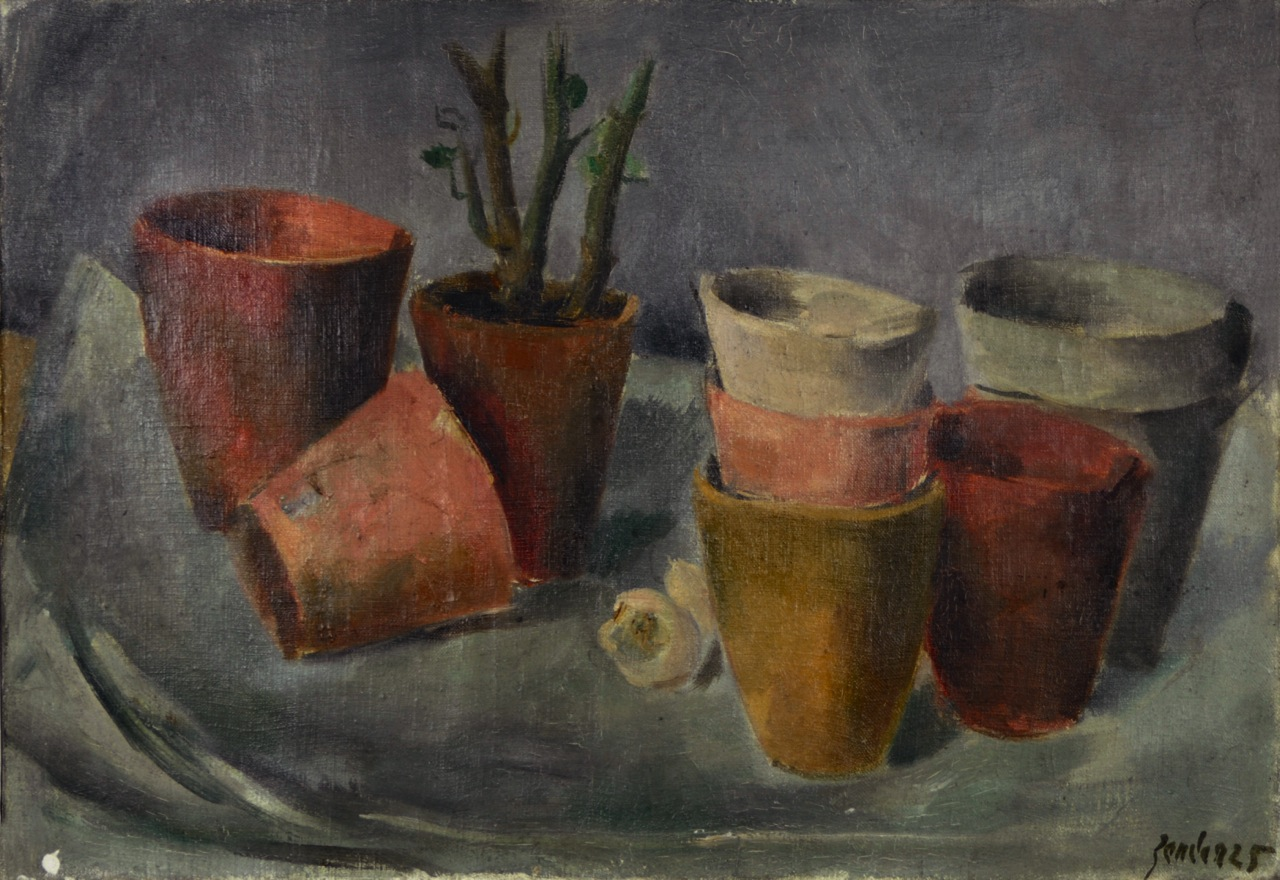
Keller im Sanatorium Clavadel, 1925. Öl auf Leinwand, rechts unten signiert und datiert. 38 × 55 cm
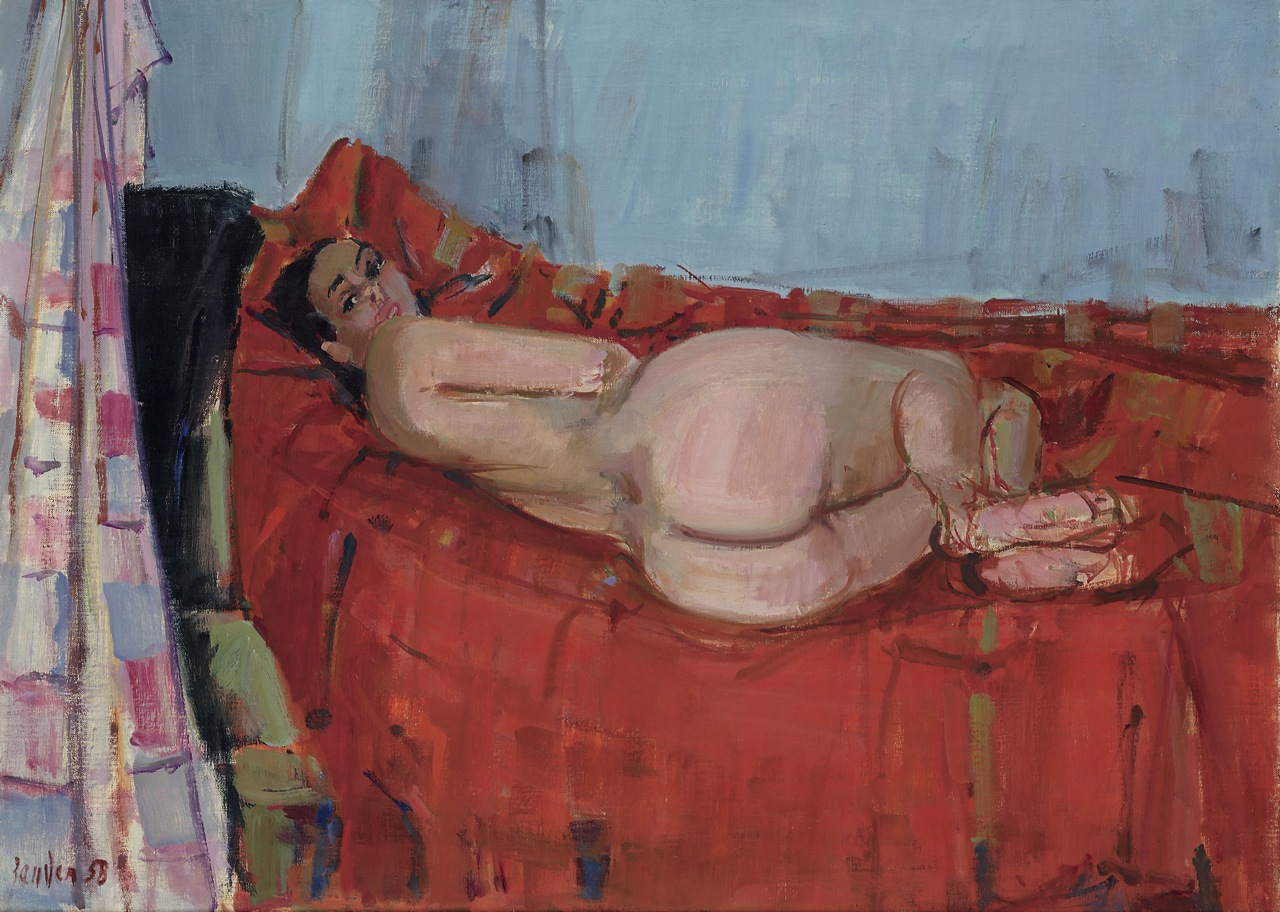
Nu couché, 1958. Öl auf Leinwand, links unten signiert und datiert. 73 × 100 cm
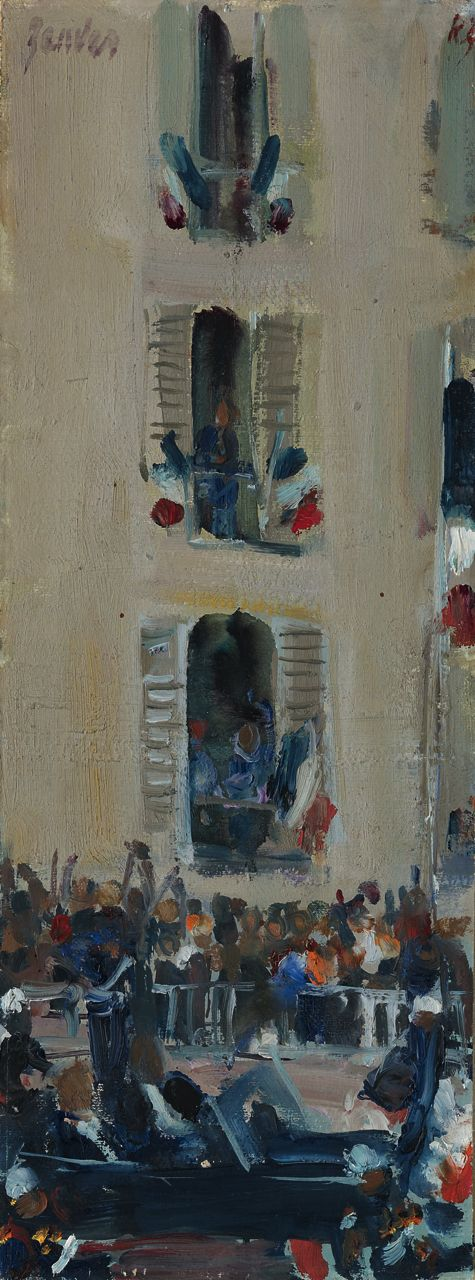
L’arrivée de Kennedy à Paris, 1961. Öl auf Malkarton, links oben signiert. 40,5 × 15,5 cm
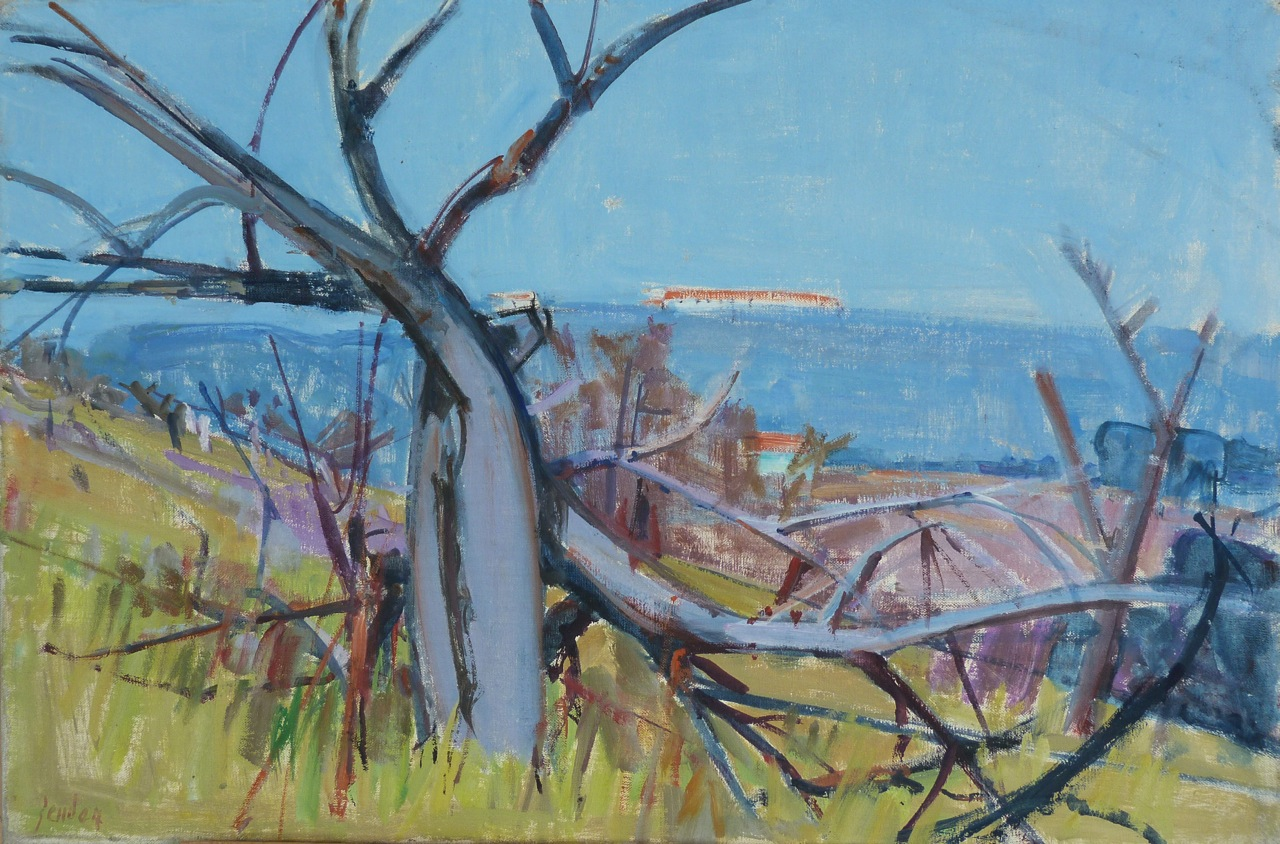
Les arbres brulés. Öl auf Leinwand, links unten signiert. 45 × 81 cm
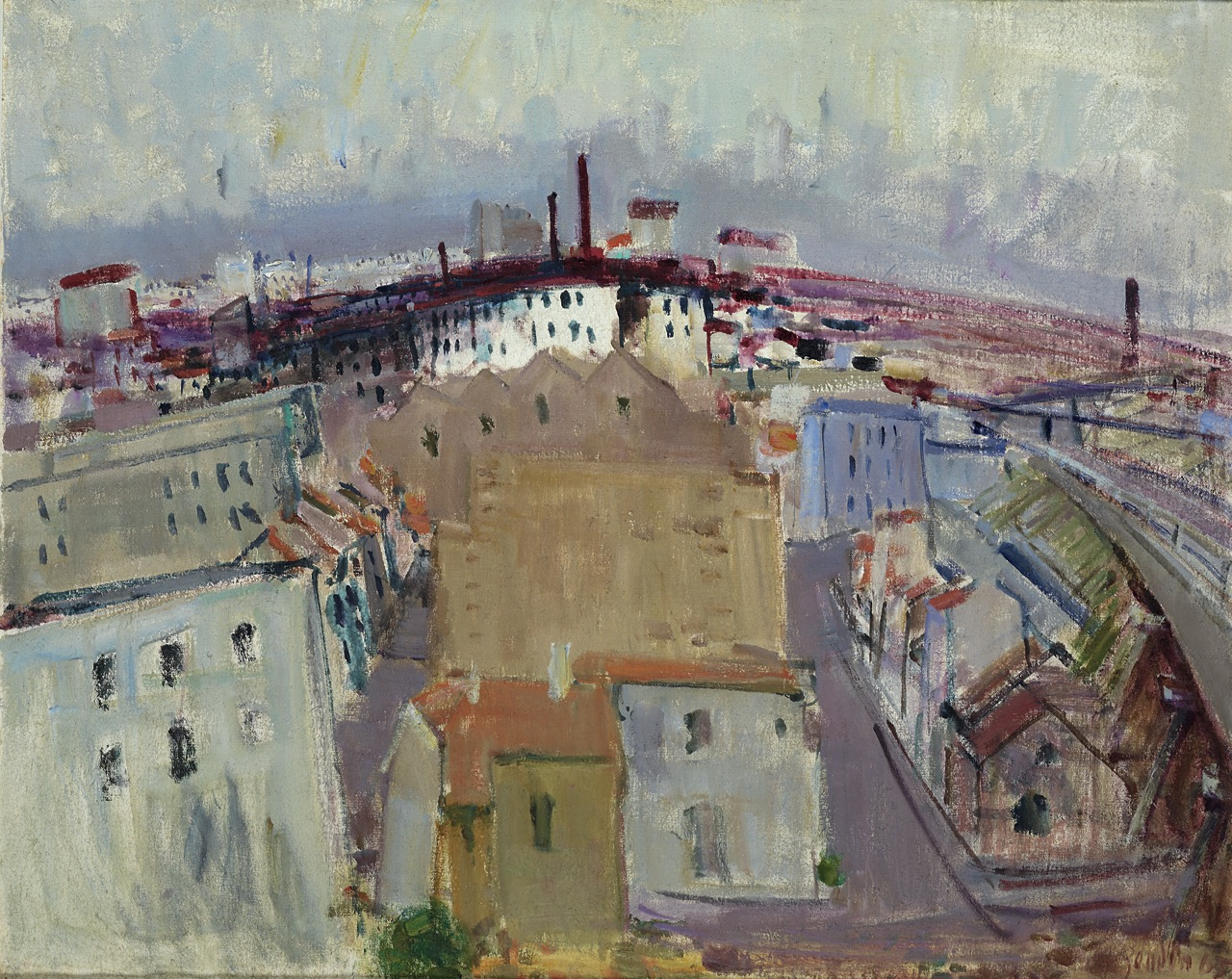
Banlieue, 1965. Öl auf Leinwand, rechts unten signiert. 81 × 100 cm
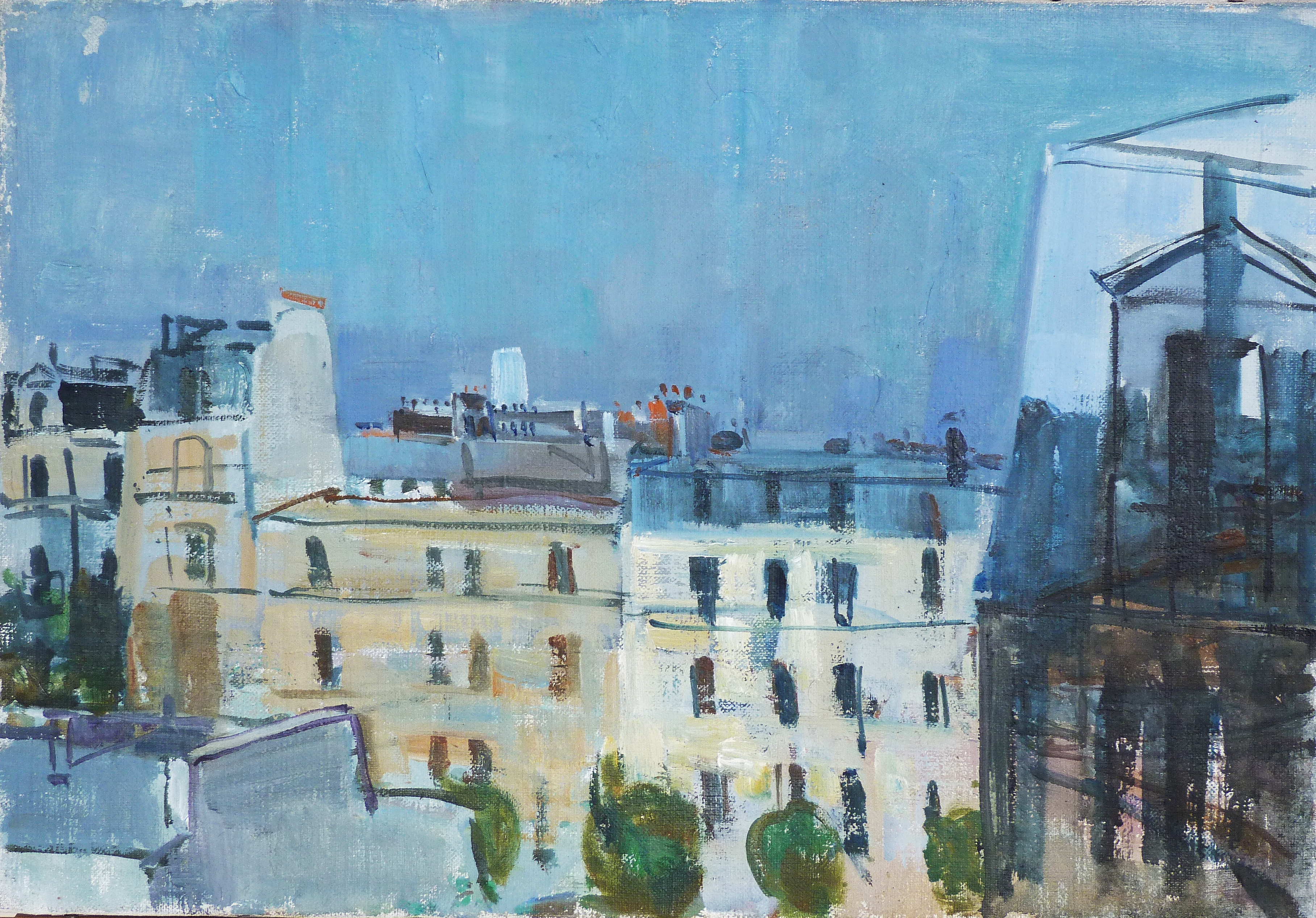
Über den Dächern von Paris. Öl auf Leinwand. 38 × 55 cm

## Auszeichnungen (Auswahl)
- 1924: Ausbildungsstipendium der Stadt Winterthur
- 1928: Stipendium des Winterthurer Kunstvereins
- ab 1931: Dreimaliger Gewinn des Eidgenössischen Kunststipendiums
- 1942: Schweizer Preis für Malerei der E. G. Bührle-Stiftung
- 1955: Carl-Heinrich-Ernst-Kunstpreis
- 1962: Malergast der Stadt Lenzburg (mit Ausstellung)
- 1962: Kulturpreis der Stadt Winterthur: Anerkennungsgabe
- 1964: Kunstpreis der Stadt Winterthur
- 1980: Ehrengabe des Regierungsrates des Kantons Zürich
- 1986: Ständiger Ehrengast der ETH Zürich

## Ausstellungen (Auswahl)
Zu Lebzeiten
- ab 1924: Kunstmuseum Winterthur (Gruppen- und Einzelausstellungen)
  - mit der Künstlergruppe Winterthur
  - 1934: Erste grosse Ausstellung
  - 1945: Albert Schnyder – Ernst Suter – Rudolf Zender
  - 1957: Zusammen mit Skulpturen von Otto Charles Bänninger
  - 1976: Jubiläumsausstellung zum 75. Geburtstag
- 1930er Jahre: Salon des Tuileries, Paris
- ab 1932: Kunsthaus Zürich
- 1936: Kunstmuseum Luzern
- 1936: Biennale von Venedig
- 1936–1945: Galerie Aktuaryus, Zürich
- 1939: Schweizerische Landesausstellung in Zürich
- 1942: Galerie Orell Füssli, Zürich
- 1944: Kunstmuseum Bern
- 1945 und 1947: Kunstverein St. Gallen
- 1947: Kunstverein St. Gallen. Winterthurer Maler im Kunstmuseum St. Gallen. (Zusammen mit Alfred Kolb, Hans Schoellhorn, Willy Suter und Gustav Weiss)
- 1949: Kunsthalle Bern. 4 Winterthurer Künstler
- 1949, 1950, 1958, 1961, 1964: Kunsthaus Chur
- ab 1950: Zürich-Land-Ausstellungen
- ab 1950: Kunstsalon Wolfsberg, Zürich (Einzel- und Gruppenausstellungen)
  - 1981: Retrospektive: Bilder 1930–1980
  - 1986: Letzte Ausstellung als lebender Künstler
- ab 1958: Galerie Verena Müller, Bern
- ab 1984: Galerie Noelle Zumofen, Uster

Postum
- 1990: Kunstsalon Wolfsberg, Zürich. Gedächtnisausstellung
- 1992: Kunstsalon Wolfsberg. Gruppenausstellung: Germaine Richier und ihre Künstlerfreunde – Schweizer Künstler in den Kriegsjahren
- 2000/2001: Kunstmuseum Winterthur. Rudolf Zender zum 100. Geburtsjahr
- 2008: Zürichsee Auktionen, Erlenbach. Grosse Retrospektive zum 20. Todesjahr
- 2011–2012: Galleria il Tesoro, Altendorf. Retrospektive zum 110. Geburtsjahr

## Werke in Museen und Sammlungen (Auswahl)
- Kunstmuseum Winterthur
- Sammlung Hahnloser, Winterthur
- Kunsthaus Zürich
- Stiftung Sammlung E. G. Bührle, Zürich
- Graphische Sammlung der ETH Zürich (Besitzt Zenders Druckgraphik vollständig.)
- Plakatsammlung des Museums für Gestaltung Zürich
- Bündner Kunstmuseum, Chur
- Galleria il Tesoro, Altendorf SZ

### Monographien
- Bruno Bischofberger: Rudolf Zender (1901–1988) – Peinture. Kunstsalon Wolfsberg, Zürich 1990.
- Annette Gersbach: Rudolf Zender – Zum 100. Geburtstag. Kunstmuseum Winterthur, 2001.
- Rudolf Koella, Dino Larese, Eva Friedrich: Der Maler Rudolf Zender. Dino Larese (Hrsg.). Amriswiler Bücherei, 1976.
- Max Konzelmann: Maler Rudolf Zender. Literarische Vereinigung, Winterthur 1935.
- Fritz Laufer: Paris. Originallithographien von Rudolf Zender. Orell Füssli, Zürich 1962.
- Elisabeth Ott-Schreiner: Rudolf Zender – Retrospektive zum 20. Todesjahr des Künstlers. Zürichsee-Auktionen, Erlenbach 2008. (Mit zahlreichen Abbildungen, Briefauszügen sowie Erinnerungen von Jean-Claude Zehnder, Ausstellungsverzeichnis und Bibliographie.) Online (Memento vom 6. Februar 2011 im Internet Archive)  (PDF-Datei, 2,1 MB.)
- Hugo Weihe: Rudolf Zender – Das druckgraphische Werk. Wolfsberg-Verlag, Zürich 1986, ISBN 3-85997-009-7.
- Hugo Weihe (Hrsg.): Rudolf Zender. Maler und Grafiker. 1901–1988. Wolfsberg Verlag, Zürich, o. J. (1996), ISBN 3-85997-019-4.
- Jean-Claude Zehnder: Zender. Privatdruck. Basel 1990.
- (O. N.): Künstler in der Werkstatt – Rudolf Zender. In: Das Werk. Bd. 34, 1947, H. 7. S. 237–240. Online

### Sekundärliteratur
- Lothar Grisebach: E. L. Kirchners Davoser Tagebuch. Neuauflage von Lucius Grisebach. Ostfildern b. Stuttgart 1997, ISBN 3-7757-0622-4.
- Rudolf Koella: Künstlerfreunde um Arthur und Hedy Hahnloser-Bühler. Französische und Schweizer Kunst, 1890 bis 1940. Kunstmuseum Winterthur. Jubiläumsausstellung zum 100. Geburtstag der Sammlerin und zum 125-jährigen Bestehen des Winterthurer Kunstvereins. Kunstmuseum Winterthur, 1973.
- Rudolf Koella und  Dieter Schwarz: Kunstmuseum Winterthur. Kunst der Moderne aus der Sammlung des Kunstvereins. Insel Verlag, 1991, ISBN 3-458-16204-6.
- Dino Larese und Carl Liner: Auf dem Weg zum Menschen. Begegnungen, Biographien, Dokumentationen. Huber, Frauenfeld 1979, ISBN 3-7193-0633-X.
- Walter Läubli: Künstler-Bildnisse. ABC Verlag, Zürich 1974.
- Peter Mieg: Zur Eröffnung der Ausstellung Rudolf Zender. In: Lenzburger Neujahrsblätter, Bd. 34, 1963, doi:10.5169/seals-918262#72, S. 52–55 (archiviert in E-Periodica der ETH Zürich).
- Schweizerisches Institut für Kunstwissenschaft (Hrsg.): Lexikon der zeitgenössischen Schweizer Künstler. Huber, Frauenfeld/Stuttgart, 1981.
- Schweizerisches Institut für Kunstwissenschaft (Hrsg.): Schweizer Kunst des 20. Jahrhunderts. Die Sammlung der National Versicherung. Zürich 2005.